# Mellitiosporiella pulchella
Mellitiosporiella pulchella är en svampart som beskrevs av Höhn. 1919. Mellitiosporiella pulchella ingår i släktet Mellitiosporiella, ordningen Rhytismatales, klassen Leotiomycetes, divisionen sporsäcksvampar och riket svampar.   Inga underarter finns listade i Catalogue of Life.